# Samenstelling Belgische Senaat 1981-1985
De lijst van leden van de Belgische Senaat van 1981 tot 1985. De Senaat telde toen 182 zetels. Bij de verkiezingen van 8 november 1981 werden 106 senatoren rechtstreeks verkozen. Het federale kiesstelsel was toen gebaseerd op algemeen enkelvoudig stemrecht voor alle Belgen van 18 jaar en ouder, volgens een systeem van evenredige vertegenwoordiging op basis van de Methode-D'Hondt, gecombineerd met een districtenstelsel. Er waren daarnaast ook 50 provinciale senatoren, aangeduid door de provincieraden en 25 gecoöpteerde senatoren. Tevens was er een senator van rechtswege.
De legislatuur liep van 27 november 1981 tot 20 juli 1985. Tijdens deze legislatuur was de regering-Martens V in functie, die steunde op een meerderheid van christendemocraten (CVP/PSC) en liberalen (PVV/PRL). De oppositie bestond dus uit PS, SP, Volksunie, Ecolo, Agalev, FDF, KPB-PCB en UDRT-RAD.

## Samenstelling
| Fractie | Fractie      | Rechtstr. | Prov. | Gec. | Totaal |
| ------- | ------------ | --------- | ----- | ---- | ------ |
|         | CVP          | 22        | 12    | 6    | 40     |
|         | PS           | 18        | 9     | 4    | 31     |
|         | PVV          | 14        | 6     | 3    | 23     |
|         | SP           | 13        | 5     | 3    | 21     |
|         | PRL          | 11        | 6     | 3    | 20     |
|         | Volksunie    | 10        | 5     | 2    | 17     |
|         | PSC          | 8         | 6     | 2    | 16     |
|         | FDF          | 4         | 1     | 1    | 6      |
|         | Agalev-Ecolo | 1+3       | 0+0   | 0+1  | 5      |
|         | UDRT-RAD     | 1         | 0     | 0    | 1      |
|         | KPB-PCB      | 1         | 0     | 0    | 1      |

## Lijst van de senatoren
| Senator                           | Partij    | Aanduiding                   | Kieskring                                   | Provincie       | Taalgroep  | Opmerkingen |
| --------------------------------- | --------- | ---------------------------- | ------------------------------------------- | --------------- | ---------- | --- |
| Oswald Van Ooteghem               | Volksunie | Rechtstreeks gekozen senator | Gent-Eeklo                                  | -               | Nederlands | |
| Willy Seeuws                      | SP        | Rechtstreeks gekozen senator | Gent-Eeklo                                  | -               | Nederlands | |
| Jean Pede                         | PVV       | Rechtstreeks gekozen senator | Gent-Eeklo                                  | -               | Nederlands | Ondervoorzitter tot 7 januari 1982. |
| Maurice Van Herreweghe            | CVP       | Rechtstreeks gekozen senator | Gent-Eeklo                                  | -               | Nederlands | |
| Antoon Van Nevel                  | CVP       | Rechtstreeks gekozen senator | Gent-Eeklo                                  | -               | Nederlands | |
| Carlo De Cooman                   | CVP       | Rechtstreeks gekozen senator | Gent-Eeklo                                  | -               | Nederlands | |
| Walter Peeters                    | Volksunie | Rechtstreeks gekozen senator | Dendermonde-Sint-Niklaas                    | -               | Nederlands | |
| Prosper Matthijs                  | SP        | Rechtstreeks gekozen senator | Dendermonde-Sint-Niklaas                    | -               | Nederlands | Vervangt vanaf 29 januari 1982 de overleden Jaak De Graeve. Daarvoor was Matthijs tot 29 januari 1982 gecoöpteerd senator. |
| Octaaf Van Den Broeck             | PVV       | Rechtstreeks gekozen senator | Dendermonde-Sint-Niklaas                    | -               | Nederlands | |
| Etienne Cooreman                  | CVP       | Rechtstreeks gekozen senator | Dendermonde-Sint-Niklaas                    | -               | Nederlands | Voorzitter van de commissie Justitie. |
| Paul Van Der Niepen               | SP        | Rechtstreeks gekozen senator | Oudenaarde-Aalst                            | -               | Nederlands | |
| Emile Edouard Cuvelier            | PVV       | Rechtstreeks gekozen senator | Oudenaarde-Aalst                            | -               | Nederlands | Voorzitter van de commissie Volksgezondheid en Leefmilieu. |
| Marcel Van Daele                  | PVV       | Rechtstreeks gekozen senator | Oudenaarde-Aalst                            | -               | Nederlands | |
| Paula D'Hondt                     | CVP       | Rechtstreeks gekozen senator | Oudenaarde-Aalst                            | -               | Nederlands | |
| Hector De Bruyne                  | Volksunie | Rechtstreeks gekozen senator | Antwerpen                                   | -               | Nederlands | |
| Jos Wijninckx                     | SP        | Rechtstreeks gekozen senator | Antwerpen                                   | -               | Nederlands | Voorzitter van de SP-fractie en voorzitter van de commissie Buitenlandse Handel. |
| Jos De Bremaeker                  | SP        | Rechtstreeks gekozen senator | Antwerpen                                   | -               | Nederlands | Vervangt vanaf 20 januari 1983 Ivonne Julliams, die schepen van Antwerpen wordt. |
| Amedé De Baere                    | SP        | Rechtstreeks gekozen senator | Antwerpen                                   | -               | Nederlands | |
| Karel Poma                        | PVV       | Rechtstreeks gekozen senator | Antwerpen                                   | -               | Nederlands | |
| Jozef Bosmans                     | PVV       | Rechtstreeks gekozen senator | Antwerpen                                   | -               | Nederlands | Vervangt vanaf 12 oktober 1983 de overleden Jaak Nutkewitz. |
| Herman Deleeck                    | CVP       | Rechtstreeks gekozen senator | Antwerpen                                   | -               | Nederlands | Vervangt vanaf 9 oktober 1984 Rika De Backer, die lid wordt van het Europees Parlement. |
| Paul Akkermans                    | CVP       | Rechtstreeks gekozen senator | Antwerpen                                   | -               | Nederlands | |
| Frans Vanderborght                | CVP       | Rechtstreeks gekozen senator | Antwerpen                                   | -               | Nederlands | |
| Marjet Van Puymbroeck             | Agalev    | Rechtstreeks gekozen senator | Antwerpen                                   | -               | Nederlands | |
| Hugo Draulans                     | Volksunie | Rechtstreeks gekozen senator | Mechelen-Turnhout                           | -               | Nederlands | Vervangt vanaf 22 juni 1982 de overleden Wim Jorissen. Jorissen was quaestor tot zijn dood op 9 juni 1982. |
| Jozef Thys                        | Volksunie | Rechtstreeks gekozen senator | Mechelen-Turnhout                           | -               | Nederlands | |
| Jos Houben                        | SP        | Rechtstreeks gekozen senator | Mechelen-Turnhout                           | -               | Nederlands | |
| Maurice Vanhoutte                 | PVV       | Rechtstreeks gekozen senator | Mechelen-Turnhout                           | -               | Nederlands | Vervangt vanaf 9 oktober 1984 de overleden Herman Vanderpoorten. Daarvoor was Vanhoutte tot 9 oktober 1984 gecoöpteerd senator. Herman Vanderpoorten was tot 12 oktober 1983 voorzitter van de PVV-fractie.                                       |
| Constant De Clercq                | CVP       | Rechtstreeks gekozen senator | Mechelen-Turnhout                           | -               | Nederlands | Quaestor. |
| Robert Van Rompaey                | CVP       | Rechtstreeks gekozen senator | Mechelen-Turnhout                           | -               | Nederlands | |
| Jos De Seranno                    | CVP       | Rechtstreeks gekozen senator | Mechelen-Turnhout                           | -               | Nederlands | Secretaris. |
| Bob Maes                          | Volksunie | Rechtstreeks gekozen senator | Brussel                                     | -               | Nederlands | |
| Paul Peeters                      | Volksunie | Rechtstreeks gekozen senator | Brussel                                     | -               | Nederlands | |
| Cécile Goor-Eyben                 | PSC       | Rechtstreeks gekozen senator | Brussel                                     | -               | Frans      | |
| Edgard Coppens                    | SP        | Rechtstreeks gekozen senator | Brussel                                     | -               | Nederlands | |
| Jan Bascour                       | PVV       | Rechtstreeks gekozen senator | Brussel                                     | -               | Nederlands | Ondervoorzitter vanaf 29 januari 1982. |
| Francis Vermeiren                 | PVV       | Rechtstreeks gekozen senator | Brussel                                     | -               | Nederlands | |
| André Lagasse                     | FDF       | Rechtstreeks gekozen senator | Brussel                                     | -               | Frans      | |
| Jacques Lepaffe                   | FDF       | Rechtstreeks gekozen senator | Brussel                                     | -               | Frans      | Voorzitter van de FDF-fractie. |
| Roland Gillet                     | FDF       | Rechtstreeks gekozen senator | Brussel                                     | -               | Frans      | |
| Guy Cudell                        | PS        | Rechtstreeks gekozen senator | Brussel                                     | -               | Frans      | Voorzitter van de commissie Landsverdediging. |
| Albert Demuyter                   | PRL       | Rechtstreeks gekozen senator | Brussel                                     | -               | Frans      | |
| Robert Close                      | PRL       | Rechtstreeks gekozen senator | Brussel                                     | -               | Frans      | |
| Jos Chabert                       | CVP       | Rechtstreeks gekozen senator | Brussel                                     | -               | Nederlands | |
| Hugo Weckx                        | CVP       | Rechtstreeks gekozen senator | Brussel                                     | -               | Nederlands | |
| Mia Panneels-Van Baelen           | CVP       | Rechtstreeks gekozen senator | Brussel                                     | -               | Nederlands | |
| Jean-Pierre de Clippele           | UDRT-RAD  | Rechtstreeks gekozen senator | Brussel                                     | -               | Frans      | |
| Pierre Van Roye                   | Ecolo     | Rechtstreeks gekozen senator | Brussel                                     | -               | Frans      | |
| Henri Boel                        | SP        | Rechtstreeks gekozen senator | Leuven                                      | -               | Nederlands | |
| Guillaume Reynders                | PVV       | Rechtstreeks gekozen senator | Leuven                                      | -               | Nederlands | Vervangt vanaf 26 oktober 1983 de overleden Jos Daems. |
| Jules Peetermans                  | FDF       | Rechtstreeks gekozen senator | Leuven                                      | -               | Nederlands | Vervangt vanaf 27 november 1981 Armand Tournis, die beslist om niet te zetelen. De Franstalige Armand Tournis werd door apparentering verkozen in de Nederlandstalige kieskring Leuven. Hierdoor behoort Peetermans tot de Nederlandse taalgroep. |
| Gaston Geens                      | CVP       | Rechtstreeks gekozen senator | Leuven                                      | -               | Nederlands | |
| René Basecq                       | PS        | Rechtstreeks gekozen senator | Nijvel                                      | -               | Frans      | Ondervoorzitter. |
| André Jandrain                    | PS        | Rechtstreeks gekozen senator | Nijvel                                      | -               | Frans      | |
| Charles Aubecq                    | PRL       | Rechtstreeks gekozen senator | Nijvel                                      | -               | Frans      | |
| Pierre Mainil                     | PSC       | Rechtstreeks gekozen senator | Bergen-Zinnik                               | -               | Frans      | |
| Fernand Delmotte                  | PS        | Rechtstreeks gekozen senator | Bergen-Zinnik                               | -               | Frans      | Voorzitter van de PS-fractie. |
| Edgard Hismans                    | PS        | Rechtstreeks gekozen senator | Bergen-Zinnik                               | -               | Frans      | |
| Jules Vercaigne                   | KPB-PCB   | Rechtstreeks gekozen senator | Bergen-Zinnik                               | -               | Frans      | Vervangt vanaf 7 december 1981 Robert Leclercq (PS), wiens verkiezing ongeldig werd verklaard wegens een vergissing bij het toekennen van de restzetels in het kader van de apparentering.                                                        |
| André Lagneau                     | PRL       | Rechtstreeks gekozen senator | Bergen-Zinnik                               | -               | Frans      | Quaestor. |
| Alfred Califice                   | PSC       | Rechtstreeks gekozen senator | Charleroi-Thuin                             | -               | Frans      | Vanaf 9 oktober 1984 voorzitter van de PSC-fractie. |
| Jacques Hoyaux                    | PS        | Rechtstreeks gekozen senator | Charleroi-Thuin                             | -               | Frans      | |
| Théophile Toussaint               | PS        | Rechtstreeks gekozen senator | Charleroi-Thuin                             | -               | Frans      | |
| Nestor-Hubert Pécriaux            | PS        | Rechtstreeks gekozen senator | Charleroi-Thuin                             | -               | Frans      | |
| Claudette Coorens                 | PS        | Rechtstreeks gekozen senator | Charleroi-Thuin                             | -               | Frans      | Vervangt vanaf 27 november 1981 Robert Dussart (KPB-PCB), wiens verkiezing ongeldig werd verklaard wegens een vergissing bij het toekennen van de restzetels in het kader van de apparentering.                                                   |
| Jacqueline Mayence-Goossens       | PRL       | Rechtstreeks gekozen senator | Charleroi-Thuin                             | -               | Frans      | |
| Jean-Marie Hamelle                | Ecolo     | Rechtstreeks gekozen senator | Charleroi-Thuin                             | -               | Frans      | Vervangt vanaf 29 maart 1985 de overleden Simone Jortay-Lemaire. |
| Jean Kevers                       | PSC       | Rechtstreeks gekozen senator | Doornik-Aat-Moeskroen                       | -               | Frans      | Secretaris tot 28 februari 1985 en ondervoorzitter vanaf 28 februari 1985. |
| Guy Spitaels                      | PS        | Rechtstreeks gekozen senator | Doornik-Aat-Moeskroen                       | -               | Frans      | |
| Pierre Descamps                   | PRL       | Rechtstreeks gekozen senator | Doornik-Aat-Moeskroen                       | -               | Frans      | |
| Huberte Hanquet                   | PSC       | Rechtstreeks gekozen senator | Luik                                        | -               | Frans      | |
| Charles Minet                     | PS        | Rechtstreeks gekozen senator | Luik                                        | -               | Frans      | Vervangt vanaf 9 oktober 1984 Irène Pétry, die rechter aan het Arbitragehof wordt. |
| Jean-Maurice Dehousse             | PS        | Rechtstreeks gekozen senator | Luik                                        | -               | Frans      | |
| Freddy Donnay                     | PS        | Rechtstreeks gekozen senator | Luik                                        | -               | Frans      | |
| Gaston Paque                      | PS        | Rechtstreeks gekozen senator | Luik                                        | -               | Frans      | Quaestor en voorzitter van de commissie Binnenlandse Aangelegenheden. |
| Pierre Clerdent                   | PRL       | Rechtstreeks gekozen senator | Luik                                        | -               | Frans      | |
| Joseph Remacle Bonmariage         | PRL       | Rechtstreeks gekozen senator | Luik                                        | -               | Frans      | Vervangt vanaf 9 oktober 1984 Jacques Wathelet, die rechter aan het Arbitragehof wordt. Wathelet was tot 10 september 1984 voorzitter van de PRL-fractie.                                                                                         |
| Fernand Hubin                     | PS        | Rechtstreeks gekozen senator | Hoei-Borgworm                               | -               | Frans      | |
| Henri Mouton                      | PS        | Rechtstreeks gekozen senator | Hoei-Borgworm                               | -               | Frans      | |
| Pierre Wintgens                   | PSC       | Rechtstreeks gekozen senator | Verviers                                    | -               | Frans      | Vervangt vanaf 14 februari 1985 de overleden Georges Gramme. Gramme was ondervoorzitter tot aan zijn dood op 7 februari 1985. |
| Jean Gillet                       | PRL       | Rechtstreeks gekozen senator | Verviers                                    | -               | Frans      | |
| Colette Saive-Boniver             | Ecolo     | Rechtstreeks gekozen senator | Verviers                                    | -               | Frans      | Vervangt vanaf 20 januari 1983 Alphonse Royen, die uit ontevredenheid ontslag neemt. |
| Rik Vandekerckhove                | Volksunie | Rechtstreeks gekozen senator | Hasselt-Tongeren-Maaseik                    | -               | Nederlands | |
| Jean Férir                        | SP        | Rechtstreeks gekozen senator | Hasselt-Tongeren-Maaseik                    | -               | Nederlands | Secretaris. |
| Henri Knuts                       | SP        | Rechtstreeks gekozen senator | Hasselt-Tongeren-Maaseik                    | -               | Nederlands | |
| Eloi Vandersmissen                | PVV       | Rechtstreeks gekozen senator | Hasselt-Tongeren-Maaseik                    | -               | Nederlands | Voorzitter van de commissie Onderwijs en Wetenschap. |
| Clara Smitt                       | CVP       | Rechtstreeks gekozen senator | Hasselt-Tongeren-Maaseik                    | -               | Nederlands | |
| Frans Vangronsveld                | CVP       | Rechtstreeks gekozen senator | Hasselt-Tongeren-Maaseik                    | -               | Nederlands | |
| Mathieu Rutten                    | CVP       | Rechtstreeks gekozen senator | Hasselt-Tongeren-Maaseik                    | -               | Nederlands | |
| Guy Lutgen                        | PSC       | Rechtstreeks gekozen senator | Aarlen-Marche-Bastenaken-Neufchâteau-Virton | -               | Frans      | |
| Marie-Thérèse Godinache-Lambert   | PRL       | Rechtstreeks gekozen senator | Aarlen-Marche-Bastenaken-Neufchâteau-Virton | -               | Frans      | |
| André Tilquin                     | PSC       | Rechtstreeks gekozen senator | Namen-Dinant-Philippeville                  | -               | Frans      | |
| Jean-Baptiste Poulain             | PS        | Rechtstreeks gekozen senator | Namen-Dinant-Philippeville                  | -               | Frans      | |
| Robert Belot                      | PS        | Rechtstreeks gekozen senator | Namen-Dinant-Philippeville                  | -               | Frans      | |
| Jules Doumont                     | PRL       | Rechtstreeks gekozen senator | Namen-Dinant-Philippeville                  | -               | Frans      | Vervangt vanaf 9 oktober 1984 Michel Toussaint, die lid wordt van het Europees Parlement. Daarvoor was hij tot 19 december 1983 provinciaal senator van Namen.                                                                                    |
| Georges Marmenout                 | SP        | Rechtstreeks gekozen senator | Brugge                                      | -               | Nederlands | Vervangt vanaf 15 maart 1983 Omaar Carpels, die op pensioen gaat. |
| Julien Vandermarliere             | PVV       | Rechtstreeks gekozen senator | Brugge                                      | -               | Nederlands | |
| Roger Windels                     | CVP       | Rechtstreeks gekozen senator | Brugge                                      | -               | Nederlands | |
| Michel Capoen                     | Volksunie | Rechtstreeks gekozen senator | Kortrijk-Ieper                              | -               | Nederlands | |
| Marcel Vandenhove                 | SP        | Rechtstreeks gekozen senator | Kortrijk-Ieper                              | -               | Nederlands | |
| Hilaire Lahaye                    | PVV       | Rechtstreeks gekozen senator | Kortrijk-Ieper                              | -               | Nederlands | Secretaris. |
| Paul Deprez                       | CVP       | Rechtstreeks gekozen senator | Kortrijk-Ieper                              | -               | Nederlands | Vervangt vanaf 3 maart 1983 Albert Lavens, die op pensioen gaat. |
| Firmin Debusseré                  | Volksunie | Rechtstreeks gekozen senator | Roeselare-Tielt                             | -               | Nederlands | |
| Roger Vannieuwenhuyze             | CVP       | Rechtstreeks gekozen senator | Roeselare-Tielt                             | -               | Nederlands | |
| Marcel Decoster                   | PVV       | Rechtstreeks gekozen senator | Veurne-Diksmuide-Oostende                   | -               | Nederlands | |
| Maria Tyberghien-Vandenbussche    | CVP       | Rechtstreeks gekozen senator | Veurne-Diksmuide-Oostende                   | -               | Nederlands | |
| Georges De Smeyter                | SP        | Provinciaal senator          | -                                           | Oost-Vlaanderen | Nederlands | |
| Walter Claeys                     | CVP       | Provinciaal senator          | -                                           | Oost-Vlaanderen | Nederlands | |
| Ferdinand De Bondt                | CVP       | Provinciaal senator          | -                                           | Oost-Vlaanderen | Nederlands | Voorzitter van de commissie Infrastructuur. |
| Louis Waltniel                    | PVV       | Provinciaal senator          | -                                           | Oost-Vlaanderen | Nederlands | |
| Maurice De Kerpel                 | CVP       | Provinciaal senator          | -                                           | Oost-Vlaanderen | Nederlands | |
| Germain De Rouck                  | Volksunie | Provinciaal senator          | -                                           | Oost-Vlaanderen | Nederlands | |
| Walter Luyten                     | Volksunie | Provinciaal senator          | -                                           | Antwerpen       | Nederlands | |
| Robert Van Herck                  | PVV       | Provinciaal senator          | -                                           | Antwerpen       | Nederlands | |
| René Noerens                      | PVV       | Provinciaal senator          | -                                           | Antwerpen       | Nederlands | |
| Jos Vangeel                       | CVP       | Provinciaal senator          | -                                           | Antwerpen       | Nederlands | |
| André Bens                        | CVP       | Provinciaal senator          | -                                           | Antwerpen       | Nederlands | |
| Hugo Adriaensens                  | SP        | Provinciaal senator          | -                                           | Antwerpen       | Nederlands | |
| Isidore Egelmeers                 | SP        | Provinciaal senator          | -                                           | Antwerpen       | Nederlands | Quaestor en voorzitter van de commissie Sociale Aangelegenheden. |
| Alfons Verbist                    | CVP       | Provinciaal senator          | -                                           | Antwerpen       | Nederlands | |
| Lydia De Pauw                     | SP        | Provinciaal senator          | -                                           | Brabant         | Nederlands | |
| Georges Désir                     | FDF       | Provinciaal senator          | -                                           | Brabant         | Frans      | |
| Robert Vandezande                 | Volksunie | Provinciaal senator          | -                                           | Brabant         | Nederlands | Quaestor vanaf 24 juni 1982. |
| Nora Staels-Dompas                | CVP       | Provinciaal senator          | -                                           | Brabant         | Nederlands | |
| Paul Hatry                        | PRL       | Provinciaal senator          | -                                           | Brabant         | Frans      | Voorzitter van de commissie Financiën tot 20 januari 1983. |
| André Lagae                       | CVP       | Provinciaal senator          | -                                           | Brabant         | Nederlands | |
| André Degroeve                    | PS        | Provinciaal senator          | -                                           | Brabant         | Frans      | |
| Yves-Jean du Monceau de Bergendal | PSC       | Provinciaal senator          | -                                           | Brabant         | Frans      | |
| Paul Vandermeulen                 | PVV       | Provinciaal senator          | -                                           | Brabant         | Nederlands | |
| Simon Février                     | PVV       | Provinciaal senator          | -                                           | Brabant         | Nederlands | |
| Jacques Vandenhaute               | PRL       | Provinciaal senator          | -                                           | Brabant         | Frans      | |
| Willy Hiernaux                    | PS        | Provinciaal senator          | -                                           | Henegouwen      | Frans      | Vervangt vanaf 7 december 1981 Claudette Coorens, die rechtstreeks verkozen senator wordt. |
| Jean Gevenois                     | PS        | Provinciaal senator          | -                                           | Henegouwen      | Frans      | Vervangt vanaf 2 maart 1983 de overleden Robert Leclercq. Leclercq verving vanaf 7 december 1981 Jean Gevenois, die ontslag had genomen nadat Leclercqs verkiezing tot rechtstreeks gekozen senator ongeldig werd verklaard.                      |
| Roger Delcroix                    | PS        | Provinciaal senator          | -                                           | Henegouwen      | Frans      | |
| Edouard Poullet                   | PSC       | Provinciaal senator          | -                                           | Henegouwen      | Frans      | Vanaf 7 december 1981 Albert Lernoux, die volksvertegenwoordiger wordt. |
| Lucienne Gillet                   | PSC       | Provinciaal senator          | -                                           | Henegouwen      | Frans      | |
| Arnaud Decléty                    | PRL       | Provinciaal senator          | -                                           | Henegouwen      | Frans      | Vanaf 17 februari 1983 voorzitter van de commissie Financiën. |
| Elie Deworme                      | PS        | Provinciaal senator          | -                                           | Luik            | Frans      | Secretaris. |
| Marguerite Remy-Oger              | PS        | Provinciaal senator          | -                                           | Luik            | Frans      | |
| Yves de Wasseige                  | PS        | Provinciaal senator          | -                                           | Luik            | Frans      | Voorzitter van de commissie Economische Aangelegenheden. |
| Frédéric François                 | PSC       | Provinciaal senator          | -                                           | Luik            | Frans      | |
| Charles Bossicart                 | PRL       | Provinciaal senator          | -                                           | Luik            | Frans      | |
| Jan Gerits                        | CVP       | Provinciaal senator          | -                                           | Limburg         | Nederlands | |
| Firmin Aerts                      | CVP       | Provinciaal senator          | -                                           | Limburg         | Nederlands | |
| Mathieu Lowis                     | Volksunie | Provinciaal senator          | -                                           | Limburg         | Nederlands | |
| Robert Conrotte                   | PSC       | Provinciaal senator          | -                                           | Luxemburg       | Frans      | Secretaris vanaf 28 februari 1985. |
| Jules Coen                        | PRL       | Provinciaal senator          | -                                           | Luxemburg       | Frans      | Secretaris. |
| André Grosjean                    | PS        | Provinciaal senator          | -                                           | Luxemburg       | Frans      | |
| Amand Dalem                       | PSC       | Provinciaal senator          | -                                           | Namen           | Frans      | |
| Jean Nicolas                      | PRL       | Provinciaal senator          | -                                           | Namen           | Frans      | Vervangt vanaf 19 december 1983 Jules Doumont, die voltijds burgemeester van Jemeppe-sur-Sambre wordt. |
| Jean Leclercq                     | PS        | Provinciaal senator          | -                                           | Namen           | Frans      | |
| Guido Van In                      | Volksunie | Provinciaal senator          | -                                           | West-Vlaanderen | Nederlands | |
| Achiel Vandenabeele               | CVP       | Provinciaal senator          | -                                           | West-Vlaanderen | Nederlands | Voorzitter van de commissie Ontwikkelingssamenwerking. |
| Albert Deconinck                  | SP        | Provinciaal senator          | -                                           | West-Vlaanderen | Nederlands | |
| André Vanhaverbeke                | CVP       | Provinciaal senator          | -                                           | West-Vlaanderen | Nederlands | |
| Marcel Friederichs                | PVV       | Provinciaal senator          | -                                           | West-Vlaanderen | Nederlands | Vervangt vanaf 12 oktober 1982 de overleden Roger Declercq. |
| Georges Flagothier                | PSC       | Gecoöpteerd senator          | -                                           | -               | Frans      | Vervangt vanaf 23 oktober 1984 Dieudonné André, die rechter aan het Arbitragehof wordt. André was tot 10 september 1984 voorzitter van de PSC-fractie.                                                                                            |
| Jean Bock                         | PRL       | Gecoöpteerd senator          | -                                           | -               | Frans      | |
| Tijl Declercq                     | CVP       | Gecoöpteerd senator          | -                                           | -               | Nederlands | |
| Jean-Émile Humblet                | PS        | Gecoöpteerd senator          | -                                           | -               | Frans      | |
| Jean-Luc Dehaene                  | CVP       | Gecoöpteerd senator          | -                                           | -               | Nederlands | Vervangt vanaf 10 november 1982 Rik Kuylen, die op pensioen gaat. |
| Max Smeers                        | CVP       | Gecoöpteerd senator          | -                                           | -               | Nederlands | |
| Janine Delruelle                  | PRL       | Gecoöpteerd senator          | -                                           | -               | Frans      | Vanaf 9 oktober 1984 voorzitter van de PRL-fractie. |
| François-Xavier de Donnea         | PRL       | Gecoöpteerd senator          | -                                           | -               | Frans      | |
| Serge Moureaux                    | FDF       | Gecoöpteerd senator          | -                                           | -               | Frans      | |
| Bernard Eicher                    | PS        | Gecoöpteerd senator          | -                                           | -               | Frans      | |
| Roger Lallemand                   | PS        | Gecoöpteerd senator          | -                                           | -               | Frans      | |
| Wim Geldolf                       | SP        | Gecoöpteerd senator          | -                                           | -               | Nederlands | Vervangt vanaf 15 februari 1983 Lode Hancké, die lid wordt van de Kamer van volksvertegenwoordigers. |
| Edward Leemans                    | CVP       | Gecoöpteerd senator          | -                                           | -               | Nederlands | Parlementsvoorzitter en voorzitter van de commissie Herziening van de Grondwet en Hervorming der Instellingen. |
| Nelly Maes                        | Volksunie | Gecoöpteerd senator          | -                                           | -               | Nederlands | |
| André Holsbeke                    | SP        | Gecoöpteerd senator          | -                                           | -               | Nederlands | Vervangt vanaf 24 april 1985 Aimé Canipel, die wegens betrokkenheid bij een financieel schandaal ontslag moet nemen. Canipel verving van 4 februari 1982 tot 24 april 1985 Prosper Matthijs, die rechtstreeks gekozen senator werd.               |
| Alfons Op 't Eynde                | SP        | Gecoöpteerd senator          | -                                           | -               | Nederlands | |
| Edgard Peetermans                 | PVV       | Gecoöpteerd senator          | -                                           | -               | Nederlands | |
| Jean Sondag                       | PSC       | Gecoöpteerd senator          | -                                           | -               | Frans      | Voorzitter van de commissie Landbouw en Middenstand. |
| Georges Trussart                  | Ecolo     | Gecoöpteerd senator          | -                                           | -               | Frans      | Voorzitter van de Ecolo-Agalev-fractie. |
| René Uyttendaele                  | CVP       | Gecoöpteerd senator          | -                                           | -               | Nederlands | |
| Frans Van der Elst                | Volksunie | Gecoöpteerd senator          | -                                           | -               | Nederlands | Voorzitter van de Volksunie-fractie en voorzitter van de commissie Buitenlandse Betrekkingen. |
| Paul-Charles Goossens             | PS        | Gecoöpteerd senator          | -                                           | -               | Frans      | |
| Robert Gijs                       | CVP       | Gecoöpteerd senator          | -                                           | -               | Nederlands | Voorzitter van de CVP-fractie. |
| Lucienne Herman-Michielsens       | PVV       | Gecoöpteerd senator          | -                                           | -               | Nederlands | Vanaf 12 oktober 1983 voorzitter van de PVV-fractie. |
| Michel Kenens                     | PVV       | Gecoöpteerd senator          | -                                           | -               | Nederlands | Vervangt vanaf 23 oktober 1984 Maurice Vanhoutte, die rechtstreeks gekozen senator wordt. |
| Albert van België                 | -         | Senator van rechtswege       | -                                           | -               | -          | |